# Глебович, Генрик
Ге́нрик Глебо́вич (пол. Henryk Hlebowicz; 1 июля 1904, Гродно — 9 ноября 1941, Борисов, Минская область) — 9 ноября 1941, Борисов, Минская область,БССР, СССР) — блаженный Римско-Католической Церкви, священник, мученик. Входит в число 108 блаженных польских мучеников, беатифицированных римским папой Иоанном Павлом II во время его посещения Варшавы 13 июня 1999 года.

## Биография
Родился 1 июля 1904 года в Гродно (ныне Республика Беларусь). Начальную школу окончил в Оренбурге, куда был сослан его отец. В августе 1921 года его семья вернулась в Гродно. В сентябре 1921 года поступил в Духовную семинарию в Вильне, которую закончил в 1924 году, после чего поступил в Люблинский Католический Университет. Будучи на третьем курсе обучения, в 1927 году принял рукоположение в священника. В 1928 году получил научную степень доктора теологии, на следующий год, в 1928 году — доктора философии.
С 1930 по 1936 года преподавал в Университете и Духовной семинарии в Вильно. В это же время занимался пастырской работой со студентами, был редактором католического ежемесячника «Pax» («Мир»). Одновременно служил настоятелем нескольких католических приходов, расположенных возле Минска.
С момента оккупации Минска сотрудничал с немецкими войсками. Вскоре вступил в конфронтацию с немцами, за что в конечном итоге был арестован гестапо. 9 ноября 1941 года с ведома немецкой администрации был расстрелян в лесу возле города Борисов белорусскими коллаборационистами.

## Прославление
13 июня 1999 года был беатифицирован римским папой Иоанном Павлом II вместе с другими польскими мучениками Второй мировой войны. Однако в белорусской историографии не поддерживается мученический образ Г. Глебовича и иных представителей духовенства, первоначально поддерживавших Третий Рейх.
День памяти — 12 июня.